# Un segundo MTV Unplugged
Un Segundo MTV Unplugged es el tercer álbum en vivo de la banda de rock alternativo Café Tacvba, lanzado al mercado por Universal Music Group el 22 de octubre de 2019. Es el segundo show de la banda que graban para la cadena de televisión MTV, convirtiéndose así en la primera banda  latinoamericana y el segundo en el mundo en grabar un segundo concierto bajo este formato. Fue grabado el 5 de marzo de 2019 en la Sala Nezahualcóyotl de la Universidad Nacional Autónoma de México (UNAM) frente a 2000 invitados. El álbum fue nominado a Mejor Álbum de Música Alternativa y Mejor Película Musical en los Grammys Latinos del 2021.

## Lista de canciones[3]
| N.º   | Título                                       | Escritor(es)                     | Duración |  |
| 1.    | «La 11»                                      |                                  | 4:28     |  |
| 2.    | «El espacio»                                 | E. del Real                      | 5:26     |  |
| 3.    | «La locomotora»                              | E. del Real                      | 4:02     |  |
| 4.    | «Las batallas/Rarotonga»                     | E. Rangel/J. Rangel, E. del Real | 5:28     |  |
| 5.    | «Mediodía»                                   | E. Rangel                        | 4:46     |  |
| 6.    | «Enamorada» (con Catalina García)            | E. del Real                      | 4:29     |  |
| 7.    | «Eo»                                         | E. del Real                      | 2:28     |  |
| 8.    | «Quiero ver»                                 |                                  | 3:39     |  |
| 9.    | «El outsider» (con David Byrne)              |                                  | 5:05     |  |
| 10.   | «Vaivén»                                     |                                  | 5:00     |  |
| 11.   | «Muerte chiquita»                            | E. Rangel                        | 3:56     |  |
| 12.   | «Olita de altamar» (con Gustavo Santaolalla) | E. del Real                      | 5:11     |  |
| 13.   | «Diente de león»                             |                                  | 6:13     |  |
| 14.   | «Eres»                                       | E. del Real                      | 5:06     |  |
| 15.   | «Chilanga banda»                             | Jaime López                      | 3:59     |  |
| 16.   | «Volver a comenzar»                          |                                  | 8:11     |  |
| 17.   | «Cantito (Bonus track) (DVD)»                |                                  | 3:17     |  |
| 78:04 |                                              |                                  |          |  |